# Rebelión de las faeneras
Se conoce como Rebelión de las faeneras de Málaga  o Revuelta de las faeneras a las movilizaciones populares que tuvieron lugar en la ciudad de Málaga entre el 9 y el 21 de enero de 1918.
El origen de la protestas se encuentra en la subida del precio de los productos básicos, que provocó una serie de movilizaciones protagonizadas por mujeres trabajadoras (si bien en un primer momento son las faeneras malagueñas, es decir, las obreras de la industria agrícola tradicional, las que inician la revuelta, rápidamente se van sumando obreras textiles, dependientas, empleadas del servicio doméstico, planchadoras, cocineras, costureras y amas de casa) que incluyeron una Huelga General y se saldaron con cuatro personas muertas y una veintena heridas. Estos acontecimientos causaron una profunda conmoción en la opinión pública de todo el país, ocupando portadas de la prensa nacional de la época, y han sido considerados como la primera revolución femenina en Málaga., suponiendo un punto de inflexión en la feminización de las organizaciones obreras.

## Contexto
El 9 de enero de 1918 las faeneras malagueñas salieron a las calles a reclamar la bajada de los precios de las subsistencias, entrevistándose con las autoridades locales en un ejercicio de empoderamiento con el que pretendían mejorar sus condiciones de vida y las de sus familias. Si bien es la subida del precio del pan el empujón que lleva a las mujeres a la lucha, detrás de ello hay una grave crisis que no solo afecta a la capital malagueña, sino que se extiende por todo el país.
Una crisis marcada por el desabastecimiento y el encarecimiento de los productos de primera necesidad, producida en el marco de la neutralidad española de la I Guerra Mundial que favoreció el aumento de la demanda exterior, circunstancia que aprovecharon empresarios y patronos para obtener un rápido beneficio a través de la especulación, el acaparamiento, la ocultación y la exportación incontrolada de todo tipo de bienes de consumo. Situación a la que el gobierno dio una respuesta limitada e insuficiente debido a la crisis y al agotamiento en los que estaba sumido el régimen de la Restauración. En un momento de pujante conflictividad social favorecida por un afianzamiento de la conciencia de clase entre obreros, campesinos y jornaleros, donde convivían viejas y nuevas formas de lucha social, las cuales pueden verse claramente reflejadas en la estructura de esta revuelta.

## Estructura de la revuelta[5]
En la primera parte de este conflicto, entre los días 9 y 14 de enero, ambos inclusive, las mujeres salen a las calles de forma improvisada para protestar por el precio de las subsistencias, buscando reunirse con las autoridades locales (en este caso, el alcalde de Málaga, Salvador González Anaya, y el gobernador civil de la provincia, Rodríguez de Rivas) para conseguir su compromiso de trabajar en pro de la bajada de los precios de las subsistencias, logrando poner en marcha los recursos de que dispone la maquinaria burocrática. Con el apoyo de los obreros de la capital, e incluso de grupos de campesinos y campesinas de distintos partidos rurales. No en vano, en palabras de Temma Kaplan referidas al anarquismo andaluz pero fácilmente extrapolables a este caso, "Las mujeres, generalmente, no se movilizan por razones ideológicas, ni por reivindicaciones económicas particulares en el campo o en la fábrica. Pero intervienen muy activamente cuando lo que está en juego son las condiciones generales de subsistencia de sus familias: la posibilidad de alimentar a los animales en las tierras comunales, por ejemplo, o los precios del pan. [...]".
El día 15 de enero marca un punto de inflexión, cuando la guardia civil carga sobre las manifestantes con disparos de fusiles máuser, provocando las muerte de dos mujeres y dos hombres, además de una veintena de heridos de diversa gravedad. Tras lo cual da inicio a la segunda parte del conflicto que cambia significativamente su carácter al adquirir la forma de una huelga general, en la que participaron todos los oficios, con la colaboración de las distintas sociedades obreras.
Si bien, hay otro factor que tenemos que tener en cuenta en la estructura de este conflicto, la dicotomía femenino-masculino que lo caracteriza, dado que en sus inicios, en su forma más espontánea, presenta un carácter puramente femenino, donde ellas son protagonistas y dirigentes de la acción, mientras que tras los sucesos represivos de la Guardia Civil no solo devienen en un conflicto de carácter más organizativo, sino también más masculinizado, donde ellos adquieren un mayor protagonismo, dada su mayor capacidad organizativa al conformar las sociedades obreras, en las que apenas dan cabida a las mujeres.

## Manifestación y reuniones con las autoridades locales
En enero de 1918 el precio del pan en Málaga volvió a subir, llegando a los 60 céntimos de pts/kg y desbordando la indignación popular.
Podemos imaginar aquella mañana del 9 de enero, llena de inquietud, de nervios de indignación y también de una desesperación que aportó fuerza y ganas de luchar a las obreras malagueñas, especialmente a las que estaban trabajando en el Trust, almacenes de los señores Bevan y Compañía, la fábrica de estuches y Casa de los señores Peña y otros almacenes de limones, naranjas y almendras, a las que se sumaron las mujeres de los barrios de El Perchel y La Trinidad. Un murmullo que coge fuerza y se convierte en un clamor que lleva a entre 800 y 1.000 mujeres a congregarse en la Alameda de Colón con la idea de protestar por los precios de los artículos de primera necesidad y acudir a las autoridades locales para que pongan remedio al problema. Gritando consignas como "¡Qué baje el pan! ¡Hay que hacer lo que no hacen los hombres! ¡No se puede vivir! ¡Tenemos hambre en nuestras casas! ¡Pan y trabajo, o de lo contrario veremos qué ocurre!" marcharon por las calles de la ciudad en dirección al Palacio de la Aduana, sede del gobierno civil, y el Ayuntamiento, donde se nombraron una comisión formada por las obreras Bernarda Martín García, Dolores Guerrero Lucena, María Núñez Neguete, Antonia Jaime Portillo, María Pareja, María Rodríguez Espino, Dolores Fernández Bascuñana, y Concepción Mesa. Esta última, obrera del Trust de almendras, a sus 80 años se convertirá en la portavoz, y expondrá, tanto al gobernador civil (Rodríguez de Rivas) como al alcalde (Salvador González Anaya), las quejas por la subida de los precios del pan, el aceite, las patatas y el pescado, puntualizando que no autorice la exportación de este último hasta que no se abarate.
Tanto el gobernador, como el alcalde prometieron tomar medidas para abaratar el precio de los productos básicos, como restringir las exportaciones de estos productos desde el puerto, además, se comprometieron a reunir a la Junta Provincial de Subsistencias para fijar unas tasas que sostuvieran los precios. También justificaron la situación por causa de la guerra, a lo que Concha Mesa respondió "¡Bueno!, pero la guerra no la tenemos en Málaga, ni el pescado viene de Alemania".
Al término de las reuniones continúa la manifestación por las calles del centro de la ciudad hasta la Alameda Principal, donde Dolores Fernández Bascuñana dirige unas palabras a sus compañeras, diciendo que habían cumplido con su deber de informar a las autoridades e instándolas a seguir en la lucha hasta conseguir abaratar las subsistencias. 
Tanto la prensa, como las autoridades locales y el resto de malagueños acogen esta revuelta con simpatía y empatía, por la conciencia que existía de la forma en que la situación de crisis, agravada por la especulación y el acaparamiento, está afectando a las clases medias y bajas. Aunque empañada por un cierto paternalismo y condescendencia, como evidencian algunas de las declaraciones que se recogen en los periódicos El Popular y El Regional, por ejemplo, "Las más animosas y valientes reanimaban a las de espíritu más femenino", "Fueron las mujeres las que dieron ayer la nota de virilidad, reclamando con respeto, pero con decidida energía un remedio inmediato". 
Si bien es verdad que tanto la manifestación como las reuniones celebradas en el gobierno civil y en el Ayuntamiento resultaron ser efectivas, ya que al día siguiente el Alcalde inició una ronda de reuniones para presionar a los diferentes representantes empresariales que controlaban la producción y distribución de productos básicos para abaratar los precios.  La negativa de estos a tomar medidas llevó al Alcalde a amenazarles con establecer tablas reguladoras de precios. Esta amenaza provocó una fuerte reacción del lobby industrial, que consiguió que el Alcalde liberal fuese fulminantemente cesado y reemplazado por el conservador Mauricio Barranco Córdoba.

## El mitin de mujeres
El sábado 12 de enero las faeneras publican un manifiesto donde hacen un llamamiento a los malagueños a solidarizarse con su lucha, además, convocan a las mujeres a un mitin el domingo por la tarde en la sede de la Juventud República situada en Calle Beatas, donde solo se daría entrada a las mujeres y a tres representantes por cada sociedad obreras.
Así, el día 13 se celebró un mitin multitudinario, el recinto se abarrotó con 2.000 personas, quedando fuera otras 6.000 según datos oficiales. En el acto intervinieron varias oradoras: Dolores Balaguer, María Valdés Pérez y Concepción Mesa, a las que acompañaron representantes de diferentes sociedades obreras, hablaron de las causas de la carestía y el encarecimiento de los productos de primera necesidad, además de llegar a una serie de acuerdos, continuar con la lucha hasta lograr la bajada de dichos precios, rechazar la "limosna de la caridad" y el "reparto de rancho" y dejar participar a los hombres en las manifestaciones, pero desde la retaguardia. Por último, convocaron una manifestación para el día siguiente que partiría de la Alameda de Colón.

## Las mujeres en acción
El lunes 14, las obreras malagueñas, a primera hora de la mañana, emprendieron acciones más contundentes, con la idea de dar mayor fuerza a las reivindicaciones. Podríamos englobar estas acciones en los que se ha venido denominando acción directa no violenta. Un grupo de mujeres acudió a la estación de los Ferrocarriles Andaluces (actualmente denominada Estación María Zambrano) con la idea de impedir que el pescado saliese de la ciudad; para ello asaltan los vagones-jaula, requisan el pescado y lo llevan a "Pescadería" donde lo venden a los precios que ellas consideraban justos (los de antes de la I Guerra Mundial). La venta del pescado a esos precios tiene un gran éxito y rápidamente se acaban las existencias, recaudando unas 317 pesetas que entregarán al gobernador civil para que las reparta entre los dueños del pescado.
Al mismo tiempo, otro grupo de mujeres acude al Muelle Heredia donde paraliza un cargamento de patatas destinado a la exportación, los cargan en carros que han requisado y las llevan al mercado de Alfonso XII (actualmente mercado de Atarazanas), donde las venden a los precios de 1914; en este caso, las patatas pertenecían a la Sociedad Lopera, Arroyo y Cía., por lo que entregan el producto de la venta, unas 112 pesetas, a uno de los socios de la compañía.
Más tarde, aquel mismo día las obreras malagueñas saldrán en manifestación por las calles del centro de Málaga y tendrán sendas reuniones con el gobernador civil de las provincia y el alcalde de Málaga, quienes les insisten en que se están poniendo el marcha comedores de caridad y se van a repartir bonos de comida, por lo que las instan a disolver la manifestación y marcharse a casa.
Durante estos días, la ciudad ha ido viendo como se ampliaba la presencia de efectivos de las fuerzas de seguridad en la ciudad, especialmente ejército y guardia civil, pero hasta antes de la reunión con el gobernador civil del día 14, se han mantenido vigilantes, pero sin intervenir. Sin embargo, al término de dicha reunión cambian las órdenes y comienzan las cargas contra las manifestantes, saldándose la tarde con numerosas mujeres con pequeñas heridas y contusiones. El gobernador civil va a justificar la actuación de la guardia civil por la participación de los hombres en la manifestación, negando, en cierta medida, la iniciativa de las mujeres, con afirmaciones como "yo presumo que detrás de las mujeres hay alguien que alienta sus afanes de algarada, para tener viva y encendida la protesta,...".

## La jornada trágica
La mañana del día 15 la ciudad amanece hostil, las calles están enarenadas, las fuerzas de seguridad se sitúan tanto en las calles del centro (guardia civil) como en el extrarradio (ejército), los patronos niegan la entrada a las fábricas de aquellas operarias que quisieron ir a trabajar, y la mayoría de los comercios están cerrados y los pocos que abren tienen los precios aún más caros.
Se ha convocado una nueva manifestación que partió de tres puntos diferentes:
- En el Puente de Tetuán se concentraron las mujeres procedentes de los barrios de El Perchel, La Trinidad y El Bulto.
- Un segundo grupo bajó desde Capuchinos y La Victoria para confluir con el primer grupo en Calle Granada.
- Un tercer grupo subió desde las Playas de Huelin acompañadas de los obreros de los Altos Hornos de Málaga.

Los tres grupos confluyeron en el Gobierno Civil, agitando banderas y pancartas con lemas como "Vivan las mujeres unidas", "Viva Málaga" o "Muerte a los acaparadores". Tras una breve reunión con el Gobernador, las autoridades exigieron que se disolviese la manifestación y empezaron las cargas policiales. Las primeras cargas fueron casi simultáneas, en la acera de la Marina y en el palacio de la Aduana, ante esta primera carga las manifestantes huyen y se reagrupan en el muelle, donde nuevamente la guardia civil carga contra las manifestantes, pero ellas se mantienen en sus puestos e incluso comienzan a lanzar piedras. Una de estas piedras golpeó al teniente de la guardia civil al mando, algo que utilizó como excusa para ordenar que se disparara con fuego real, lo que provocó una desbandada de la manifestación que se reagrupó en la Alameda Principal, donde se volvió a producir una situación similar.
El balance de estas primeras cargas fue de tres muertos (dos mujeres y un hombre) y doce personas heridas de diversa gravedad. 
No fueron las únicas cargas, estas continuarían hasta conseguir disolver la manifestación, dejando la ciudad en una suerte de calma tensa que se rompería a eso de las 21:00 horas cuando la guardia civil volvió a cargar contra algunos transeúntes que pasaban por la Plaza de la Constitución, a costa de unas protestas por el bando que había publicado el gobernador civil, y que dejó un balance de nueve heridos, cuatro de ellos por disparos de fusil, entre los cuales uno moriría cinco días más tarde a consecuencia de las heridas recibidas.
Por el otro lado, solo tres guardias civiles recibieron heridas leves por pedrada, siendo la más grave la del teniente de la guardia civil al mando.

## Huelga General
En la madrugada del 16 las autoridades clausuraron los locales obreros de Málaga, sin apercibimiento previo, para impedir una respuesta a los sucesos del día anterior. Ello no impidió que desde primera hora de la mañana comenzase el paro en señal de duelo y de protesta de los trabajadores portuarios, del transporte, carpinteros, albañiles, tipógrafos y herradores. A media mañana se constataba un cierre general de los comercio de la ciudad. Tras el almuerzo se unieron al paro los trabajadores de las industrias y las fábricas. En definitiva, se paralizó toda la actividad industrial y comercial, además de emprenderse una campaña en la que se pedía la dimisión o destitución del gobernador civil, no solo entre los obreros de la ciudad, sino también entre comerciantes, empresarios y políticos republicanos que enviaron numerosos telegramas al presidente del gobierno central pidiendo la destitución del susodicho. 
También ese día 16, en claro desafío a la autoridad, pues el gobernador civil había prohibido la reunión de más de tres personas en la vía pública, las obreras y los obreros comienzan a dirigirse a los alrededores del Hospital Militar donde se encontraban los cadáveres de las manifestantes, en una especie de velatorio improvisado que llegó a reunir a unas 12.000 personas. No será hasta las 18:00 horas cuando salgan los féretros en dirección al Cementerio de San Miguel, pero la intención de los obreros de alargar la comitiva fúnebre hacia las calles del centro de la ciudad y la oposición de las autoridades militares, llevó a estas a decidir volver al Hospital Militar, donde permanecieron a la espera hasta las 2:00 de la madrugada, momento en que mandaron a un destacamento a comprobar que las calles estaban vacías, y, solo entonces, trasladaron los féretros al cementerio. 
La ciudad permanecerá en huelga durante cuatro días, el sábado 19 las sociedades obreras en su conjunto emitieron un comunicado donde declararon que el lunes 21 volverían al trabajo, aunque seguirían con las protestas mientras no se lograse el abaratamiento de todos los productos de primera necesidad.
Pero no será la única forma de protesta que vivió la ciudad, así el jueves 17, a las 22:00 horas, tanto en el centro de la ciudad como en lo barrios obreros se llevó a cabo una "Pitá" contra el gobernador civil, cuando "hombres y mujeres hacían sonar pitos, almireces, zambombas, latas y cuantos instrumentos de ruido hallaron a mano". Y el viernes 18, las mujeres de la ciudad vistieron los balcones de luto, daba igual que fuera una manta, un vestido, un trapo, con tal que fuera negro, en señal de duelo e indignación.
El día 21,  volvieron al trabajo todos los operarios fabriles, industriales y de transportes, además los bancos y comercios abrieron con normalidad.

## Balance
Estos 12 días de conflicto dejaron 4 muertos y 20 heridos de diversa consideración (uno de ellos con secuelas que le impedirán seguir ejerciendo su profesión), y una relativa bajada de los precios del pan, las patatas, el pescado y el aceite, pero sometidos a dinámicas desestabilizadoras, no será hasta el mes siguiente cuando la Junta Provincial de Subsistencias implante unas tasas que permitan regular los precios de los productos de primera necesidad.
Entre tanto, el gobernador civil, Rodríguez de Rivas, presenta su dimisión ante el presidente de gobierno y su Consejo de ministros, pero esta no será aceptada, por lo que seguirá en su cargo.
Quizá el mayor valor de la revuelta esté en la ruptura de roles por parte de las obreras malagueñas, pues, en un momento en que la mujer se veía restringida al espacio de lo privado, al cuidado del hogar y los hijos, ellas ocuparon el espacio público, demostrando una gran capacidad de organización, de convocatoria, de resistencia y de lucha.
Además, esta revuelta fue un ejemplo y un detonante, pues se reprodujeron revueltas de obreras por toda la geografía española, en ciudades como Alicante, Barcelona, Cádiz, Granada, Madrid, Sevilla, Tarragona, Valencia, etc.

## Homenajes
- A petición del Consejo de las Mujeres de Málaga, el Ayuntamiento ha instalado una placa conmemorativa en la Plaza Poeta Alfonso Canales
- En enero de 2018, coincidiendo con el centenario, se realizó una semana de actos conmemorativos que incluyen una marcha por los lugares por donde transcurrió la manifestación de las faeneras, una conferencia y la exposición “Mujeres, trabajo y dignidad”.
- El PCE en Málaga ha declarado el 9 de enero como "Día de la memoria" de la clase obrera y de la lucha de las mujeres, para recordar anualmente la Rebelión de las faeneras.
- Todos los años, coincidiendo con el aniversario de la revuelta de las faeneras, la Plataforma por la Memoria de las Faeneras de Málaga 1918,[12] organiza una marcha conmemorativa por las calles del centro de la ciudad.

## Artículos relacionados
- Revuelta de las sardineras, Dournenez (Bretaña), 1905 y 1924.
- Guerra y franquismo en la provincia de Málaga: nuevas líneas de investigación, Prieto Borrego, Lucía (2005)

- Datos: Q48782054